# جیسونتاون (مریلند)
جیسونتاون (به انگلیسی: Jasontown) یک منطقهٔ مسکونی در ایالات متحده آمریکا است که در مریلند واقع شده‌است.